# Thomas Hunt Morgan
Thomas Hunt Morgan, ameriški genetik in embriolog, * 25. september 1866, Lexington, Kentucky, Združene države Amerike, † 4. december 1945, Pasadena, Kalifornija, ZDA.
Doktoriral je na Univerzi Johnsa Hopkinsa in se v času službovanja na Kolidžu Bryn Mawr ukvarjal z embriološkimi raziskavami. Ko je bilo leta 1900 ponovno odkrito delo Gregorja Mendla o dednosti, se je preusmeril v genetiko. Nasprotoval je teoriji da je naravni izbor gonilo evolucije in želel je dokazati, da so mutacije pogost pojav pri organizmih in torej same po sebi dovolj za nastanek novih vrst. Zato se je posvetil raziskovanju mutant vinske mušice Drosophila melanogaster. V svoji slavni »mušji sobi« na Univerzi Columbia je gojil populacije različnih mutant. Z njimi je dokazal, da so Mendlovi »elementi«, ki določajo fenotipske lastnosti, geni, ki se nahajajo na kromosomih. To odkritje predstavlja osnovo sodobne genetike. Zanj je leta 1933 prejel Nobelovo nagrado za fiziologijo ali medicino.
V času svoje kariere je napisal 22 knjig in 370 znanstvenih člankov. Po njegovi zaslugi je Drosophila melanogaster eden najpomembnejših modelnih organizmov v sodobni genetiki. Na oddelku za biologijo, ki ga je ustanovil na Kalifornijskem tehnološkem inštitutu, se je izšolalo sedem kasnejših nobelovcev. V zadnjih letih svoje kariere se je ponovno posvetil embriologiji, predvsem pojavu regeneracije pri živalih.